# Картел нове генерације Халиско
Картел нове генерације Халиско или Халиско Нуева Генерасион Картел (шп. Cártel de Jalisco Nueva Generación), скраћено CJNG, раније познат и као „Лос Мата Зетас” (шп. Los Mata Zetas) је мексичка паравојна криминална организација са сједиштем у Халиску. Тренутни вођа картела је Немесио Осегвера Сервантес, познатији као „Ел Менчо”, један од најтраженијих наркобосова на свијету. Картел је нарочито познат по употреби екстремног насиља и кампањама за односе са јавношћу. Најпрофитабилније криминалне активности картела су трговина дрогом (првенствено кокаином и метамфетамином) и крађа сирове нафте. Од 2020. године, мексичка влада сматра CJNG најопаснијом криминалном организацијом у Мексику, и другим најмоћнијим нарко-картелом (након Синалоа картела).

## Историја
Халиско Нуева Генерасион Картел настао је 2009. године као једна од фракција Миленио картела. Миленио картел (тада лојалан Синалоа картелу) разбио се на фракције након хапшења Оскара Орланда Наве Валенсије и смрти Игнасија Коронела Виљареала из картела Синалоа. 
Оснивачи картела били су Немесио Осегвера Сервантес („Ел Менчо“), Ерик Валенсија Салазар („Ел 85“) и Мартин Арзола Ортега („Ел 53”).
Друга фракција била је „Ла Резистенсија“ (шп. La Resistencia), на челу са Рамиром Позосом, познатијим као „Ел Молка“, који је склопио привремени савез са картелом Лос Зетас. Са овом подјелом почео је рат за контролу над регионом.

### Прво појављивање
У јуну 2009. године, у унутрашњости напуштеног камионета у Канкуну, пронађена су тијела три мушкарца. Поред њихових остатака налазила се сљедећа порука:
| „ | Ми смо нова група Mata Zetas и ми смо против киднаповања и изнуде, и борићемо се против тога у свим државама за чистији Мексико. | ” |

Ови убијени мушкарци су затим повезани са појединцима који су приказани у видео снимку на Јутјубу док су их интервјуисали маскирани људи наоружани јуришним пушкама. Бројни видео снимци на мрежи потврдили су постојање картела, који је у то вријеме био посвећен убијању припадника Заливског картела и картела Лос Зетас. На снимцима испитивања које су радили Мата Зетас, заробљени чланови картела су признали своје криминалне радње и одали имена командира полиције и политичара који су им пружали заштиту. Према Тера Нетворкс (шп.Terra Networks, S. A.), владина агенција СЕИДО примила је телефонски позив 1. јула 2009. од неидентификоване особе која је рекла да ће чланови картела Лос Зетас бити „отети и елиминисани“ из Канкуна и Веракруза.

### Масакриу Веракрузу (2011-2012)

#### Масакри у Веракрузу 2011. године
У прољеће 2011. године, Халиско Нуева Генерасион Картел објавио је рат свим осталим мексичким картелима и изјавио да намјерава да преузме контролу над градом Гвадалахаром. Међутим, до средине љета чинило се да се картел поново ујединио са својим бившим партнерима из картела Синалоа. Осим што је одржао савез са Заливским картелом против Лос Зетаса, картел Синалоа се 2011. придружио картелу „Витезовима темпларима“ (шп. Los Caballeros Templarios) у Мичоакану. Да би се супротставио Лос Зетасу у држави Халиско, Синалоа картел се придружио Картелу нове генерације из Халиска.
20. септембра 2011. године у општини Бока дел Рио у Веракрузу пронађена су два камиона са 35 мртвих тијела. За све лешеве се тврдило да су припадници Лос Зетаса, али је касније доказано да је само шесторо било умијешано у мање криминалне инциденте, а нико од њих није био умијешан у организовани криминал. Неким жртвама су биле свезане руке и видјели су се трагови мучења. Према Ел Универзалу, неутврђен број возила је око 17 часова блокирао саобраћај на главној улици Боке дел Рио. Након што је саобраћај у потпуности обустављен, наоружани људи су напустили два камиона насред пута, оставивши за собом писану поруку у којој су навели да ће убити чланове картела Лос Зетас који наставе дјеловати у Веракрузу, као и политичаре који им помажу. У поруци су такође позвали становнике Веракруза да не плаћају за заштиту и саопштили да „ова територија има новог власника“.
Седам дана касније, картел из Халиска је објавио видео снимак у којем је преузео одговорност за масакр у Веракрузу, поновивши своје намјере за наставак борбе против картела Лос Зетас. Тврдили су да поштују мексичке оружане снаге и разумију позицију владе против нарко картела, као и да разумију и поштују одлуку владе да одбије да преговара са картелима. Такође су критиковали политичаре који су бранили картел Лос Зетас. Поред тога, они су тврдили да картел Мата Зетас „забрањује изнуду, отмицу, крађу, злоупотребу положаја или било шта што би штетило националном насљеђу“.
6. октобра 2011. године, у Боки дел Рио, мексичке власти су пронашле 36 тијела у три различите куће. Дан касније, државни тужилац Рејналдо Ескобар Перез поднио је оставку због таласа насиља, да би 8. октобра широм Веракруза настрадало још 10 особа.
До 9. октобра 2011. године власти су објавиле 100 убистава у држави Веракруз за само 18 дана.

#### Операција „Веракруз Сегуро“
Као одговор на вишеструка погубљења између нарко картела, федерална влада је покренула операцију под вођством војске у држави Веракруз, познату на шпанском језику као „Веракруз Сегуро“ (шп. La Operación Veracruz Seguro).
У октобру 2011. године, држава Веракруз је била спорна територија између Лос Зетаса и Заливског картела са једне стране, и картела Синалоа са друге. Хозе Франсиско Блејк Мора, тадашњи секретар за унутрашње послове, рекао је да је операција спроведена да би служила сљедећим циљевима:
1. распоредити оружане снаге и федералну полицију широм Веракруза да би се „опоравиле области које контролишу картели“;[50]
2. основати обавјештајне агенције да не само да хватају чланове картела, већ и да разбију њихове финансијске и оперативне мреже;[50]
3. процијенити и прегледати полицијске снаге у Веракрузу за било какву могућу корелацију са картелима, „како би се рачунали лојалним полицајцима“;[50]
4. повећати федерално и државно финансирање за побољшање безбједносних мјера;[50]
5. осигурати да влада буде једини субјект који спроводи ред и закон.[50]

#### Настављени напади и масакри у Веракрузу 2012. године
Упркос снажном присуству војске, мексичке власти су 8. октобра 2011. године пронашле још 7 тијела у камионету марке Форд, у Веракрузу. Чланови нарко картела су 22. децембра 2011. напали три јавна аутобуса на Федералном аутопуту 105 у Веракрузу, при чему је погинуло 16 људи. Убрзо након пуцњаве, која се догодила у раним јутарњим сатима, власти су спровеле операцију проналажења одговорних, убивши петорицу наоружаних нападача.
Дан касније, у општини Тампико Алто мексичке власти су пронашле 10 тијела. На свим тијелима су пронађени трагови тортуре. 
25. децембра исте године, пронађено је још 13 тијела у једном камиону у близини града Тампика у држави Тамаулипас, на граници са Веракрузом. Власти су тада навеле да је овај масакр повезан са другим масовним убиствима која су се догодила у Веракрузу.
Мексичке власти су 9. фебруара 2012. ексхумирале 15 тијела из тајних масовних гробница у Акајукану. Према владиним изворима, до марта 2012. стопа убистава у Веракрузу и околним областима је опала. Предсједник Фелипе Калдерон повезао је ниску стопу убистава са посљедицама операције Веракруз.
3. маја 2012. године у општини Бока дел Рио, три фоторепортера који су извјештавали о злочинима у Веракрузу су убијени и бачени у канал, упаковани у вреће. Поменути новинари су претходно побјегли из Веракруза након што су добили пријетње смрћу 2011. године. У Веракрузу је у протеклих 18 мјесеци убијено 7 новинара. Након хапшења неколико чланова картела, власти су у августу 2012. потврдиле да је CJNG одговоран за убиство пет новинара у Веракрузу.

### Масакри уСиналои2011. године
23. новембра 2011. у Синалои је пронађено укупно 26 тијела (од којих је 16 спаљено) у неколико напуштених возила. Инцидент је почео у раним јутарњим сатима у Кулијакану откривањем запаљеног аутомобила. Када је полиција успјела да угаси пламен, у аутомобилу је затекла изгорјела тијела. Свим жртвама су стављене лисице на руке. Анонимни позиви су касније обавијестили полицију о још једном запаљеном аутомобилу у сјеверном дијелу града. У овом аутомобилу су пронађена 4 леша у панцирима и лисицама. Током ноћи у Синалои је пронађено још 10 тијела.
Убиства су наводно извршили припадници картела Лос Зетас као одговор на масакре које су извршили Мата Зетас (CJNG) у Веракрузу. Стратфор сматра да је овај велики потез картела Лос Зетас на територији Синалоа картела показатељ способности картела да нападне „срце територија тих картела“.

### Масакри у Халиску 2011. и 2012. године

#### Масакр у Гвадалахари 2011. године
24. новембра  2011. године, на једној авенији у Гвадалахари, главном граду државе Халиско пронађена су три камиона са 26 лешева мушкараца. Око 19 часова, полиција Гвадалахаре је примила бројне анонимне позиве од цивила који су пријавили да је „неколико возила са више од 10 лешева напуштено“ на главној улици. Доласком на лице мјеста полиција је у средњој траци аутопута затекла зелени Доџ караван, а око 20 метара од њега Нисан караван. У крајњој десној траци налазио се бијели комби.
Извјештаји наводе да су Лос Зетас и Миленио картел одговорни за масакр ових 26 мушкараца, наводно чланова Синалоа картела. Истог мјесеца полиција је ухапсила три припадника Миленио картела који су повезани са масакром. Власти су закључиле да је само шест од двадесет и шест убијених имало кривичне досијее, а десет мртвих су пријављени као нестали од стране њихових породица. Међу убијенима су били и ситни предузетници; кувар, механичар, зубар, возач камиона и молер, између осталих.
Према свједочењу неколико чланова породице, група тешко наоружаних мушкараца је силом отела неколико особа. Један од свједока је рекао да су „неки тинејџери пили сок испред продавнице када су их отели наоружани људи“ у два камиона. Породица једне од киднапованих жртава изјавила је да је њихов вољени „тинејџер без порока и проблема“ и да су верзије да је он дио картела неправедне и лажне. Друге породице су тврдиле да њихови најмилији нису ни са ким имали проблема и да су поштени радници. Ипак, када су ухапшени чланови картела испитивани од стране власти, они су тврдили да убијени у масакру нису невини и да су били дио „Лос Торсидоса“ (како су супарнички картели називали Халиско Нуева Генерасион Картел). На питање да ли су их мучили, чланови картела су одговорили да нису. Један од убица је признао да је планирао да напусти злочиначку организацију, али му је властита организација пријетила смрћу ако то учини.
Власти су закључиле да је овај масакр био скоро „реплика“ онога што се догодило два мјесеца раније у Веракрузу, а истражитељи су споменули да је овај масакр одговор на убиства која су Мата Зетас извршили против Лос Зетаса у држави Веракруз.

#### Масакр у Халиску 2012. године
Исјечени остаци 18 тијела пронађени су у два аутомобила у општини Чапала, јужно од града Гвадалахаре, 9. маја 2012. године. Поред раскомаданих тијела пронађено је и 18 глава; неке су биле смрзнуте, друге прекривене кречом а остатак је био у поодмаклој фази распадања. Анонимни позив је упозорио полицију на напуштена возила, која су рано ујутру пронађена поред аутопута. Власти су потврдиле да су убице иза себе оставиле поруку, вјероватно из Лос Зетаса и картела Миленио. Генерални тужилац државе Халиско, Томас Коронадо Олмос, изјавио је да је овај масакр био осветнички напад за 23 убијена у масакрима у Нуево Лареду 2012. године. Поред тога, 25 људи је спасено након киднаповања у градићу Тала у Халиску, 8. маја 2012. године. Још 10 људи је успјело избјећи заробљавање од стране Лос Зетаса истог дана. Након хапшења четворице наводних убица, један од чланова картела је признао да су планирали да понове оно што се догодило у масакру у Гвадалахари 2011. године, када је 26 лешева бачено на главну авенију за јавно излагање.

### Рат против „Витезова Темплара“
21. марта 2012. године, Картел нове генерације Халиско је поставио видео на Blog del Narco. На снимку, који траје нешто више од четири минута, види се неколико тешко наоружаних мушкараца обучених у црно, са скијашким маскама; неки од њих (очигледно вође) су сједили за столом — као што је примијећено на другим видео снимцима CJNG. У саопштењу, мушкарци су рекли да ће „почистити државе Гереро и Мичоакан“, и обавијестили владу, Оружане снаге и Федералну полицију да картел нема проблема са њима. Затим су навели како ће њихов картел започети рат против картела „Витезова Темплара“, који су наводно „злостављали невине људе“ и дјеловали кроз „отмице, изнуду, рекетирање, крађу имовине и силовање". Сматра се да је рат трајао све до септембра 2017. године када је окончан смрћу лидера „Витезова Темплара“.

#### Масакри у Мичоакану 2012. године
Након поруке Мата Зетаса у којој су објавили „чишћење“ државе Мичоакан од „Витезова Темплара“, од 12. априла 2012. године власти су пронашле 21 тијело у неколико различитих општина у држави. На мјестима  погубљења пронађени су картони потписани од стране припадника Халиско Нуева Генерасион Картела.

### Масакри уНуеву Лареду2012. године
Раскомадани остаци 14 мушкараца пронађени су упаковани у вреће у једном возилу у пограничном граду Нуеву Лареду, у општини Тамаулипас, 17. априла 2012. године. Новине The Monitor су писале да је извор изван органа за спровођење закона, али са директним сазнањима о нападима, навео да 14 тијела припада члановима Лос Зетаса које је убио Халиско Нуева Генерасион Картел, сада огранак картела Синалоа. Након напада, нарко-бос картела Синалоа, Хоакин Гузман Лоера — познатији као „Ел Чапо” Гузман — послао је поруку Лос Зетасу у којој је навео да ће се борити за контролу у Нуеву Лареду.
24. априла 2012. године, државни тужилац државе Тамаулипас идентификовао је 10 од 14 убијених људи. Поред тога, мексичке власти су навеле да убијени „немају никакве везе са криминалном групом Лос Зетас“, те да су у ствари били невини цивили. Власти су саопштиле да је масакр изведен да би се створила „психоза“, јер нема конкретних доказа о рату између нарко картела нити елемената који указују на присуство групе која представља картел Синалоа у пограничном граду Нуево Ларедо. 

### Сукоби унутар картела 2017. године
У марту 2017. године долази до сукоба унутар Картела нове генерације Халиско, након што је вођа картела, „Ел Менчо” наручио убиство високорангираног лидера сопственог картела, Карлоса Енрикеа Санчеза, познатијег као „Ел Чоло”. План убиства је пропао, након чега је „Ел Чоло” заједно са суоснивачем CJNG, Ериком Валенсијом Салазаром („Ел 85”) напустио картел и основао нови, под називом Нуева Плаза Картел. Према InSight Crime, чланови новооформљеног картела су у августу 2017. године убили особу из CJNG (познату по надимцима „Ел Картон” и „Ел Маро”) задужену за покушај убиства „Ел Чола”. Салазар и Ел Чоло су започели рат са својим бившим картелом. Такође се наводи да су склопили савез са Синалоа картелом.
У јануару 2020. године, једна од високорангираних убица картела, двадесетједногодишња Марија Гвадалупе Лопез Ескивел, познатија као „Ла Катрина”, преминула је након посљедица рањавања приликом обрачуна са мексичком полицијом. За Ла катрину, коју су такође звали и „Дама смрти”, сумњало се да је вођа картела из Халиска у региону Тијера Калијенте.
У марту 2020. године, објављено је да је тајна шестомјесечна операција ДЕА позната као „Пројект Питон” резултирала хапшењем 600 оперативаца CJNG и заплијеном 20 милијарди америчких долара у готовини. Број ухапшених је ревидиран на 750, иако се и даље сматрало да би Халиско Нуева Генерасион Картел и даље могао да учествује у трговини људима унутар САД све док своју базу операција задржи у Мексику.
2. јуна 2020. године, мексичка Финансијско-обавјештајна јединица објавила је саопштење у којем се открива да је као резултат заједничке операције са ДЕА-ом, агенција успјела да лоцира „велики број чланова поменуте криминалне групе, као и њене највеће финансијске оператере и компаније које користи у прању новца“. Мексичка Финансијско-обавјештајна јединица, дио Министарства финансија задуженог за спречавање прања новца, тада је успјела да замрзне 1770 банковних рачуна појединаца повезаних са CJNG. Замрзнути су и банковни рачуни 16 компанија и два труста повезана са картелом.  Тај потез услиједио је након што су наоружани нападачи упали на концерт који је обезбиједио CJNG 29. маја 2020. у граду Тијера Бланка у Веракрузу, ранивши двоје и убивши шесторо. Међу убијенима су били регионални лидер CJNG-а, као и власник локалних новина.
3. јуна, објављено је да је износ замрзнутих средстава повезаних са картелом из Халиска износио 1,1 милијарду долара.
11. јуна 2020, новинарка Insight Crime-a Викторија Дитмар одбацила је медијску помисао да је Картел нове генерације из Халиска мексички „доминантни картел“ и изјавила да картел сада заправо губи утицај и популарност због мањих картела. Упркос бројним нападима CJNG, сматра се да Лос Виаграс и Картел дел Абуело имају „дубоку предност“ у односу на картел из Халиска у региону Тијера Калијенте. Упркос савезима са ослабљеним картелом Тихуана, CJNG није успио да ослаби контролу картела Синалоа над криминалним активностима у Тихуани. Упркос бројним напорима, картел такође није успио да успостави веће присуство у мексичким државама Морелос, држави Мексико и Мексико Ситију. Међутим, картел је и даље имао упоришта у мексичким државама Халиско, Гванахуато, Керетаро, Идалго и Веракруз.
Картел из Халиска је такође био присутан у Сиудад Хуарезу са Новим картелом Хуарез, иако није успио да спријечи контролу коју су Ла Линеа и огранак Синалоа картела Лос Салазар имали над тржиштем дроге у Сиудад Хуарезу.
23. јуна 2020. откривено је да је CJNG у многим навратима послао убице да убију вођу картела Санта Роса де Лима, Хозеа Антонија Јепеса Ортиза, такође познатог као Ел Маро, укључујући и вјенчање његове сестре раније током године. Такође је откривено да се картел бори да стекне утицај на територији коју контролише картел Санта Роса де Лима.
18. марта 2021. године, припадници Халиско Нуева Генерасион Картела убили су вођу Нуева Плаза Картела и њиховог бившег високорангираног лидера — Карлоса Енрикеа Санчеза, познатијег као „Ел Чоло”. Тијело Ел Чола остављено је на јавном тргу у општини Тлакепак, заједно са поруком о дроги која му је била ножем забодена у торзо. Након његове смрти, за вођу картела постављен је Ерик Валенсија Салазар, познатији као „Ел 85”.

## Хапшења
13. јула 2011. године ухапшен је један од оснивача картела, Мартин Арзола Ортега, познатији по надимку „Ел 53”.
7 августа 2012. године објављено је да је Ортегин насљедник, Елиот Алберто Радиљо Пеза,  познат као „Ел Панчо” ухапшен у граду Запопан у Халиску. У вријеме Пезиног хапшења, објављено је да је дванаест осумњичених чланова картела Халиско Нуева Генерасион, укључујући вође Мартина Арзолу Ортегу и Абундију Мендозу Гајтана, ухапшено од јула 2011. године због изнуда, отмица и оптужби за дрогу.
9. марта 2012, још један оснивач организације, Ерик Валенсија Салазар, познатији као „Ел 85”, заробљен је од стране мексичке војске заједно са још једним високорангираним поручником у Запопану у Халиску. Њихова хапшења су изазвала преко десетине блокада широм града.  26 аутобуса јавног превоза запаљено је бензином, а затим су блокиране градске улице. Заплијењено је више од 30 јуришних пушака, граната, патрона и магацина за муницију. Фелипе Калдерон, предсједник Мексика, честитао је мексичкој војсци на хапшењу Ерика Валенсије Салазара. Мата Зетас (CJNG) су се касније извинили за блокаде тако што су поставили неколико транспарената широм градског подручја Гвадалахаре. Написали су да су блокаде биле „само реакција на петљање са њиховим другом из CJNG-а“, који је наводно посветио свој рад „одржавању мира у држави Халиско“.
18. марта 2012, Хозе Гуадалупе Серна Падиља, још један поручник картела, такође је заробљен заједно са још једним чланом картела. 
15. априла 2012, Марко Антонио Рејес, за којег се наводи да је шеф убица картела, је ухваћен у Веракрузу заједно са петоро његових сарадника.  Хапшења су такође довела до хватања још три члана картела, укључујући шефа операција картела у градовима Веракруз и Бока дел Рио.
30. јануара 2014, мексичке власти су ухапсиле Рубена Осегверу Гонзалеса познатијег као „Ел Менчито“, другог команданта у картелу и сина Немесија Осегвере Сервантеса, вође организације. Дана 1. маја 2015. пуцано је на хеликоптер мексичке војске који је тиме приморан да слети, у ономе што је гувернер картела из Халиска Аристотелес Сандовал описао као „реакцију на операцију хапшења вођа овог картела“.
28. маја 2018. ухапшена је Розалинда Гонзалес Валенсија, Сервантесова супруга.
У јулу 2018, мексичке власти су ухапсиле Хозеа Гвадалупеа Родригеза Кастиља, познатијег као „Ел 15“, локалног вођу картела. Његово хапшење је повезано са нестанком тројице италијанских бизнисмена у граду Текалитлан у јужном Халиску у јануару 2018. године.
У марту 2019. године, мексичке власти су ухапсиле вишег вођу CJNG-а, који је одлучио да остане анониман и идентификован само као „Ел 20“. „Ел 20“, који је остао анониман, био је други командант картела. Са „Ел 20“ је ухапшено и више од 80 припадника 41. војне зоне, као и морнарице и федералне полиције, као и четири припадника CJNG-a који су такође остали анонимни.
У априлу 2019, Адријан Алонсо Гереро Коварубијас, познат као „Ел 8“ или „Ел М“, ухапшен је због трговине дрогом и отмице. Гереро је био шеф операција картела у региону Сијенега, сјеверном региону Лос Алтоса у Халиску и цијелом југоисточном Гванахуату. Гереро Коварубијас је кумче вођи картела Немесију Осегвери Сервантесу.
11. марта 2020. године, америчка управа за борбу против дроге (ДЕА) ухапсила је 600 људи и заплијенила више од тону и по наркотика. Ово је највећи напад ДЕА-е на картел из Халиска. Број хапшења је ревидиран на 750, са 250 хапшења у Сједињеним Државама.
10. априла 2020, Ел Менчов поручник из области Чикага, Луис Алдерете је ухапшен. Други високи сарадници Ел Менча који су процесуирани у Чикагу су Дијего Пинеда-Санчез, осуђен на 15 година затвора због прања новца за ел Менча и друге нарко-босове. Алдеретеов брат, Роберто Алдерете ухапшен је у Кентакију 2018. са 900 грама метамфетамина.
Дана 11. априла 2020, једна од вођа картела, Марија дел Кармен Албаран ухапшена је у округу Венустијано Каранза у Мексико Ситију.
У мају 2020. године објављено је да је бивши шеф обезбјеђења CJNG, Енрике Алехандро Пизано, који је ухапшен у септембру 2015. године, умро у затвору у Халиску 13. маја 2020. због посљедица заразе коронавирусом.
Првог јула 2020, објављено је да је сикарио картела из Халиска, Хаиме Тафоља Ортега, звани „Ел Алакран“ (шп. шкорпион), ухапшен 28. јуна 2020. године. Према саопштењу које је објавило Мексичко Државно Тужилаштво, он је осумњичен да је 16. јуна 2020. убио судију Уријела Виљегаса Ортиза и његову супругу Веронику Барахас и предводио отмицу републичке представнице државе Колима, Анеле Буено Санчез, 29. априла 2020. године. Њено тијело је пронађено у тајној гробници 2. јуна 2020. године. Судија Виљегас је постао познат 2018. године када је наредио пребацивање Рубена Осегвере Гонзалеса из затвора у Оахаки, у затвор максималне безбједности у Халиску.
15. новембра 2021, Розалинда Гонзалес Валенсија је поново ухапшена у Запопану у Халиску. Мексичко Министарство одбране објавило је саопштење у којем је њено хапшење описано као „значајан ударац финансијској структури организованог криминала у држави“, са доказима који указују на њену улогу у „незаконитим финансијским операцијама организоване криминалне групе“. Њено петоро браће и двоје њене дјеце су такође били затворени. Ел Менчов брат је такође био у затвору.

## Тренутне операције и територије
Од 2020. године, упркос брзом ширењу групе, Халиско Нуева Генерасион Картел не контролише нужно сваку област у којој се налази. Међутим, картел је доминантни криминални актер у Халиску, Најариту, Колими, луци Лазаро Карденас у Мичоакану, источном дијелу државе Веракруз и у нафтом богатом централном региону Гванахуато, Пуебла, Керетаро и Идалго. Такође је јак, иако се суочава са оштрим ривалством, у стратешким областима као што је Сонора, као и погранични градови Тихуана и Хуарез, Тијера Калијенте – област која покрива дијелове Мичоакана, Герера и државе Мексико, као и Ривијера Маја. Група је показала да се можда фокусира на улазак у престоницу, након „дрског“ напада на секретара за јавну безбједност Мексико Ситија у јуну 2020. На међународном плану, картел има контакте у Колумбији, Перуу, Боливији, Сједињеним Државама, Централној Америци, Канади, Аустралији, Кини и Југоисточној Азији, што му помаже да контролише велике дијелове трговине марихуаном, кокаином и синтетичким дрогама у Мексику. 
Дана 31. марта 2021, дошло је до употребе силе и масакра над ривалима у општини Агилиља, родном мјесту „Ел Менча“, области за узгој авокада и такође главном центру за кување дроге у Тијера Калијентеу.
Према Секретаријату за финансије и јавне кредите у Мексико Ситију, картел контролише територије унутар региона: Халиско, Најарит, Агваскалијентес, Колима, Гванахуато, Веракруз, Доња Калифорнија, Јужна Доња Калифорнија, Сонора, Чивава, Коауила, Закатекас, острва Маријас, Синалоа, Мичоакан, Гереро, Оахака, Кинтана Ро, Чијапас, Табаско, Керетаро, Тамаулипас, Идалго, Сан Луис Потоси, Едомекс, Морелос и Пуебла.
Халиско Нуева Генерасион Картел је наводно пријетио смрћу предсједнику Мексика, Андресу Мануелу Лопезу Обрадору, као и Алфонсу Дуразу, секретару за безбједност и заштиту грађана владе Мексика; Марселу Ебрарду, секретару за спољне послове; Сантјагу Нијету, шефу Финансијске обавјештајне јединице; Омару Гарсији Харфучу, секретару за јавну безбједност Халиска; и Енрикеу Алфару Рамирезу, гувернеру Халиска.
Такође је познато да картел користи пропаганду. Група је покушала да покаже спољашње „алтруистичке“ акције у стратешким областима током пандемије коронавируса. У јуну 2020, на пример, група је дијелила играчке дјеци у заједницама у Веракрузу гдје се бори против отцијепљених група из Лос Зетаса. Чланови CJNG-а су такође испоручивали кутије са робом у различитим дијеловима земље, укључујући Гвадалахару, други по величини град у Мексику. Путем видео снимака на мрежи, Картел из Халиска је покушао да тражи одобрење друштва и сагласност мексичке владе да се супротстави Лос Зетасу представљајући се као „праведна“ и „националистичка“ група. Такве тврдње су подстакле страх да би Мексико, баш као и Колумбија прије једне генерације, могао бити свједок успона паравојних нарко-банди.
Од септембра 2021. картел Халиско је направио све већи напредак у јужним регионима Мексика, као што је Чијапас близу границе са Гватемалом, гдје се суочава са ескалирајућим спором око територије са својим сада највећим ривалом, Синалоа картелом. Картел такође напредује и појачава употребу силе унутар Гватемале, као и пријетње припадницима полиције који су наводно недавно „украли“ гомилу дроге из организације. Међутим, картел прима значајан ударац 15. новембра 2021. поновним хапшењем Ел Менчове супруге Розалинде Гонзалес Валенсије, познатије као „Ла Хефа“, за коју је утврђено да контролише финансије картела из Халиска. Поред тога што је била супруга Ел Менча и водила операције прања новца, Ла Хефа је потицала из породице која је била повезана са трговином дрогом и такође је била кључна у развоју Картела Нуева Генерасион из Халиска.